# قنقری

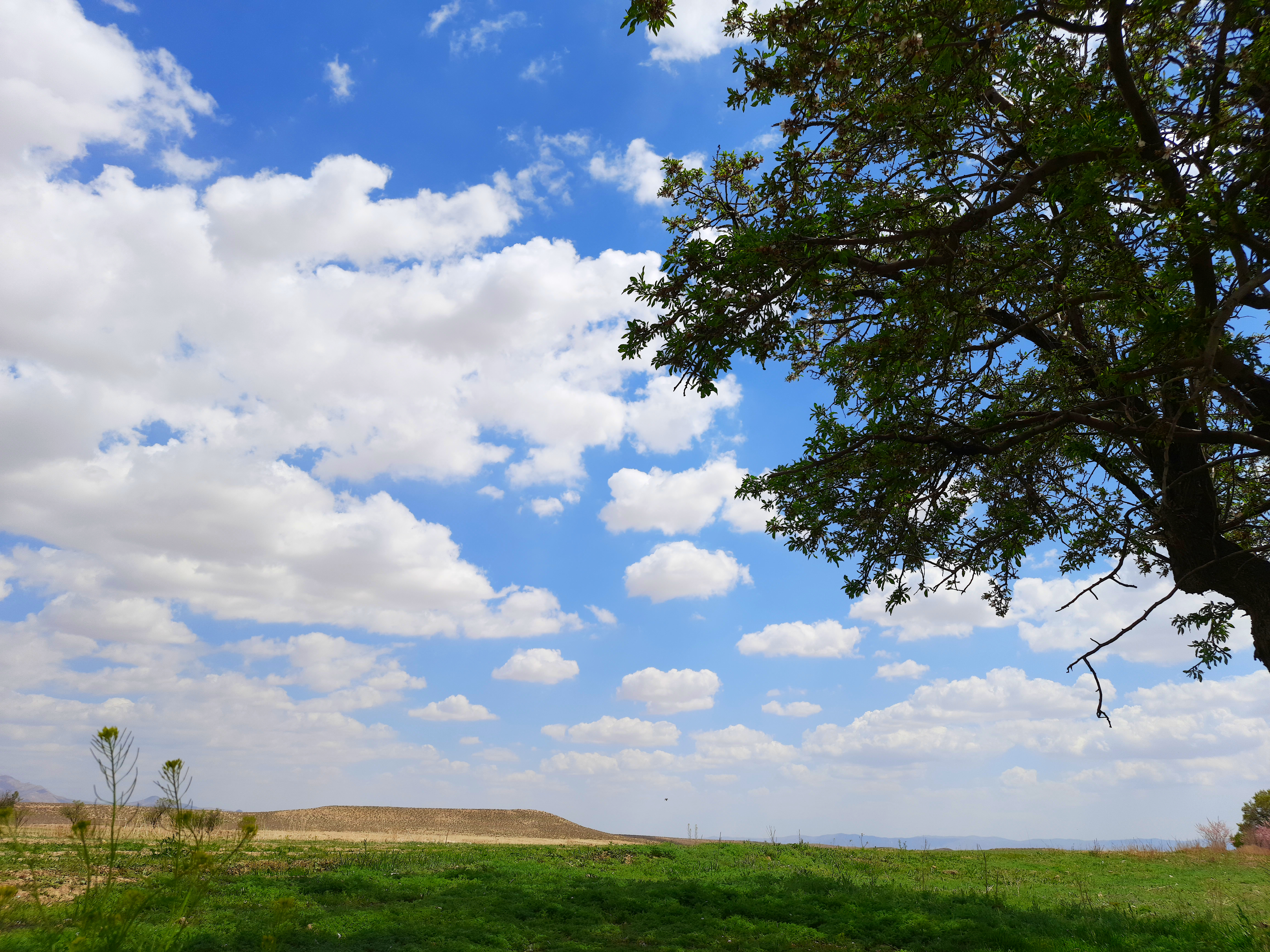
دشتی در نزدیکی صفاشهر در قنقری

قُنقُری یا قونقُری نام منطقه‌ای در شمال شرقی فارس است که امروزه بیشتر در محدوده شهرستان خرم‌بید قرار دارد. قنقری به دو بخش قنقری بالا و قنقری پایین تقسیم می‌شود.
قنقری در گذشته محل ییلاق ایل‌های ترک بهارلو، اینانلو و ایل عرب خمسه و طایفه‌های فارس جشنی و چهارراهی بود.